# Reserva de la biosfera Yabotí
La reserva de la biosfera Yabotí es un área natural protegida que abarca parte de los departamentos Guaraní y San Pedro, en la provincia de Misiones, en la mesopotamia de Argentina.

Fue creada sobre una superficie de unas 221 155 ha, —o 235 959 ha según algunas fuentes— aproximadamente en torno a la posición 26°37′S 53°40′O / -26.617, -53.667. Desde el punto de vista fitogeográfico la región corresponde a la selva paranaense.

Dentro de la reserva existen varias áreas naturales protegidas, entre ellas el parque provincial Esmeralda que configura su área núcleo, el parque provincial Moconá, la reserva forestal Guaraní, el parque provincial Caá Yarí y la reserva natural cultural Papel Misionero.
Los ríos Pepirí Guazú y Uruguay forman el límite este y sur de la reserva. La cuenca baja del arroyo Yabotí Guazú y otros cursos menores forman parte del área protegida.
El área de la reserva integra zonas con diferente grado de protección, tanto legal como efectiva. Los parques y reservas naturales que la componen no son homogéneos en cuanto a su implementación y además existe un gran número de propiedades privadas sobre las que la supervisión y el control medioambiental son escasos o nulos. No obstante, a partir de su creación, se incrementaron las posibilidades de desarrollo de acciones de preservación para toda la región en su conjunto.
En el año 1995 fue designada como reserva de biosfera en el programa MAB de la UNESCO.

## Objetivos
La reserva de la biosfera Yabotí fue creada el 26 de agosto de 1993 mediante la sanción de la ley provincial n.º 3041, incorporando 119 parcelas cuyas superficies iban desde 26 285 ha 60 a 6 ca (la más grande) a 1 ha (la más chica).
El objetivo general de la reserva es el desarrollo de acciones que den lugar al aprovechamiento sustentable de los recursos naturales, preservando las especies y la diversidad genética. Específicamente, los objetivos incluyen la protección del yaguareté y otras especies vulnerables o amenazadas.

## Flora
La gran superficie de la reserva, la variedad de ambientes y los diferentes usos a los que se destinaron las distintas zonas dan lugar a variadas tipologías en la cobertura vegetal. Existen sectores profundamente degradados producto de la explotación forestal intensiva y otros sectores que por su dificultad de acceso y su terreno relativamente accidentado conservan el bosque nativo en toda su diversidad. Las especies de porte mediano o grande identificadas incluyen ejemplares de laurel negro (Nectandra saligna), guatambú blanco (Balfourodendron riedelianum), yerba mate (Ilex paraguariensis), guayubira (Patagonula americana), marmelero (Ruprechtia laxiflora), guabirá (Campomanesia xanthocarpa), María preta (Diatenopteryx sorbifolia), cancharana (Cabralea oblongifoliola), cerella (Eugenia involucrata) anchico blanco (Albizzia hassleri), loro blanco (Bastardiopsis densiflora), cacheta (Didymopanax morototoni).

Las especies de menor tamaño incluyen variedades de helecho arborescente o chachí bravo (Cyathea atrovirens), parí paroba (Piper geniculatum), ortiga brava (Urera baccifera), canelón (Rapanea lorentziana), tacuarembó (Chusquea ramosissima), y enredadera de San Juan (Pyrostegia venusta), entre otras.

## Fauna
La fauna de la reserva no ha sido relevada en su totalidad y se estima sobre la base de las observaciones realizadas en las distintas áreas naturales protegidas que la integran. En cualquier caso, se supone que la reserva es hábitat de la mayor parte de las especies registradas en la provincia.
Entre las especies más significativas por su rareza o vulnerabilidad se encuentran yaguaretés (Panthera onca), antas (Tapirus terrestris), ocelotes (Leopardus pardalis), pumas (Puma concolor), corzuelas coloradas (Mazama americana) y corzuelas enanas o pocas (Mazama nana) y dos especies de chanchos (Tayassu pecari) y Pecari tajacu), entre otros.
En distintas áreas son frecuentes los hallazgos de los monos carayá (Alouatta caraya), aullador rojo (Alouatta guariba) y caí (Cebus apella) y los zorros aguará (Cerdocyon thous), gris o aguará–chaí (Dusicyon gymnocercus) y muy raramente el pitoco (Speothos venaticus).
La reserva es especialmente significativa por su importancia ornitológica. Casi 300 especies de aves han sido identificadas y de ellas 19 especies que sufren algún grado de amenaza a nivel mundial. Se han producido avistamientos de harpía (Harpia harpyja), macuco (Tinamus solitarius), yacutinga (Pipile jacutinga), coludito de los pinos (Leptasthenura setaria), lechuza listada (Strix hylophila), gallito overo (Psilorhamphus guttatus), mosqueta media luna (Pogonotriccus eximius), tacuarita blanca (Polioptila lactea), reinamora enana (Amaurospiza moesta), tesorito (Phibalura flavirostris), el ticotico ceja blanca (Anabacerthia amaurotis), mosqueta oreja negra (Phylloscartes paulista), águila crestuda real (Spizaetus ornatus), guacamayo azul y amarillo (Ara ararauna), guacamayo rojo (Ara chloropterus),  águila crestuda negra (Spizaetus tyrannus), águila viuda (Spizastur melanoleucus) y atajacaminos coludo (Macropsalis forcipata).
Los pájaros cantores están ampliamente representados. Se ha registrado la presencia de ejemplares de bailarín azul (Chiroxiphia caudata), anambé verdoso (Pachyramphus viridis), anambé común (Pachyramphus polychopterus), burlisto pico canela (Myiarchus swainsoni) y burlisto pico negro (Myiarchus ferox), ticotico ocráceo (Anabacerthia lichtensteini) y ticotico común (Syndactyla rufosuperciliata), entre muchos otros.

## Recursos turísticos
El área de la reserva incluye localidades que ofrecen distintos servicios destinados al turismo. Sin embargo, la Subsecretaría de Ecoturismo diseñó un circuito denominado Huella Guaraní que tiene como objetivo fortalecer los lazos interculturales con las comunidades Mbya Guaraní que viven en la zona.

En el marco de este proyecto, a partir del otoño del año 2016 distintas comunidades de la región ofrecen alojamiento y servicios básicos a los visitantes.